# Cyrba
Genre
Synonymes
- Stasippus Thorell, 1887
- Vindima Thorell, 1895

Cyrba est un genre d'araignées aranéomorphes de la famille des Salticidae.

## Distribution
Les espèces de ce genre se rencontrent en Afrique, en Asie, en Europe et en Australie.

## Liste des espèces
Selon World Spider Catalog (version 21.0, 05/05/2020) :
- Cyrba algerina (Lucas, 1846)
- Cyrba boveyi Lessert, 1933
- Cyrba dotata Peckham & Peckham, 1903
- Cyrba legendrei Wanless, 1984
- Cyrba lineata Wanless, 1984
- Cyrba nigrimana Simon, 1900
- Cyrba ocellata (Kroneberg, 1875)
- Cyrba simoni Wijesinghe, 1993
- Cyrba szechenyii Karsch, 1898

## Publication originale
- Simon, 1876 : Les arachnides de France. Paris, vol. 3, p. 1-364 (texte intégral).